# Ohm
Ohmul (pronunțat la fel ca om; simbolizat prin litera grecească majusculă Ω omega) este unitatea de măsură pentru impedanța electrică sau, în curent continuu, pentru rezistența electrică. Rezistența de 1 Ω corespunde unui conductor electric parcurs de un curent electric continuu de 1 amper atunci când la capetele sale se aplică o tensiune electrică continuă de 1 volt, cu condiția ca în lungul conductorului să nu se genereze în nici un punct o tensiune suplimentară.
Numele unității a fost dat în cinstea fizicianului german Georg Simon Ohm.

## Istoric
Înainte de unitatea de măsură a rezistenței, numele lui Georg Ohm a mai fost propus de către Charles Bright și Latimer Clark, în 1861, pentru unitatea de forță electromotoare, sub forma ohma.
În 1864, o comisie a Asociației Britanice pentru Avansarea Științei a stabilit pentru rezistența electrică o unitate de măsură bazată pe sistemul MGS (metru-gram-secundă), unitate numită unitatea B. A. (de la British Association), care însă era prea mică pentru aplicațiile practice. De aceea comisia a stabilit și o unitate de 107 ori mai mare pe care a numit-o ohm. În 1872 o altă comisie a aceleiași asociații a decis trecerea la sistemul CGS (centimetru-gram-secundă) și a stabilit pentru unitatea B. A. denumirea ohm.
Până la definiția actuală a ohmului, propusă de Comitetul Internațional pentru Măsuri și Greutăți (CIPM de la inițialele denumirii în franceză) în 1946 și adoptată în 1948, ohmul avea diferite alte definiții, bazate pe rezistența electrică a unei coloane subțiri de mercur.

## Definiție
În Sistemul Internațional ohmul este o unitate de măsură derivată, definită în raport cu unitățile fundamentale astfel:
{\displaystyle \Omega ={\dfrac {\mbox{V}}{\mbox{A}}}={\dfrac {{\mbox{m}}^{2}\cdot {\mbox{kg}}}{{\mbox{s}}^{3}\cdot {\mbox{A}}^{2}}}}

## Mărimi
În curentul alternativ locul rezistenței electrice este luat de impedanța electrică, o mărime complexă a cărei parte reală este rezistența iar cea imaginară este reactanța electrică. Toate cele trei mărimi (rezistența, impedanța și reactanța) se măsoară în ohmi.
Conductanța electrică, mărimea inversă a rezistenței electrice, are unitatea de măsură siemens (notată cu S). În unele lucrări mai vechi s-a folosit în locul acestei unități denumirea mho (cu literele în ordine inversă față de ohm și pronunțată mo). Această denumire nu este acceptată de Sistemul Internațional și nu se mai folosește astăzi.

## Ortografie
Conform regulilor stabilite în cadrul Sistemului Internațional, toate unitățile ale căror denumiri provin din numele unor persoane se scriu cu majusculă, în acest caz majuscula literei grecești Ω. În schimb, atunci cînd numele unității se scrie întreg, grafia corectă este cu inițială minusculă, de exemplu: „definiția ohmului”. Aceeași regulă se aplică și când din motive practice simbolul Ω nu este disponibil, caz în care se recomandă scrierea denumirii întregi: „47 ohm”.
Multiplii formați cu prefixele mega- și giga- se scriu și se pronunță fără vocala intermediară a: megohm, gigohm.
În marcarea rezistorilor și pe schemele electronice valoarea rezistenței electrice este adesea scrisă în modul următor. Unitatea de măsură ohm, kiloohm, megohm se simbolizează prin litera majusculă R, K, respectiv M așezată pe poziția separatorului zecimal. Astfel, 2,2 Ω se notează 2R2, 39 kΩ se notează 39K, 6,8 MΩ se notează 6M8 etc. 